# Distrito Escolar Independiente Valley View
El Distrito Escolar Independiente Valley View (Valley View Independent School District) es un distrito escolar en Texas. Tiene su sede en una área no incorporada en el Condado de Hidalgo, cerca de Pharr. Gestiona cinco escuelas primarias, una escuela del quinto grado, una escuela media, una escuela secundaria, y una "early college high school."

## Escuelas
- Valley View Early College Campus
- Valley View High School
- Valley View Junior High School
- Valley View Elementary School
- Valley View South Elementary School
- Valley View North Elementary School
- Wilbur E. Lucas Elementary School